# 東村駅 (大邱交通公社)
東村駅（トンチョンえき）は、大韓民国大邱広域市東区にある大邱交通公社1号線の駅である。駅番号は138。

## 駅構造
- 相対式ホーム2面2線の地下駅。

## 駅周辺
- 大邱出入国管理事務所
- ホームプラス 東村店
- KT東村支店
- 東村郵便局
- SOS子供村
- 大邱銀行東村支店
- 東村幼稚園
- 東区保健所

## 歴史
- 1998年5月2日 - 開業。

## 利用状況
利用者が少ない。
| 路線   | 利用人数 | 利用人数 | 利用人数 | 利用人数 | 利用人数 | 利用人数 | 利用人数 | 利用人数 | 利用人数 | 利用人数 | 利用人数 |
| 路線   | 1997年   | 1998年   | 1999年   | 2000年   | 2001年   | 2002年   | 2003年   | 2004年   | 2005年   | 2006年   | 2007年   |
| ------ | -------- | -------- | -------- | -------- | -------- | -------- | -------- | -------- | -------- | -------- | -------- |
| ●1号線 | 不明     | 943人    | 1304人   | 不明     | 1236人   | 1402人   | 755人    | 1318人   | 1396人   | 1637人   | 1505人   |

## 隣の駅
大邱交通公社
●1号線
峨洋橋駅 (137) - 東村駅 (138) - 解顔駅 (139)